# منتخب فرنسا لكرة اليد للسيدات
منتخب فرنسا لكرة اليد للسيدات هو الممثل الرسمي لفرنسا في رياضة كرة اليد. شارك في بطولة العالم لكرة اليد للسيدات 13 مرة وكانت المشاركة الأولى في سنة 1986، كان أفضل مركز له فيها هو الأول. شارك في كرة اليد في الألعاب الأولمبية الصيفية 5 مرات وكانت المشاركة الأولى في سنة 2000. شارك في بطولة أوروبا لكرة اليد للسيدات 9 مرات وكانت المشاركة الأولى في سنة 2000، كان أفضل مركز له فيها هو الثالث.